# Hugo del Carril
Piero Bruno Hugo Fontana (Buenos Aires, 30 de novembre de 1912 – Ib., 13 d'agost de 1989), més conegut com a Hugo del Carril, va ser un productor, director de cinema, actor, guionista i cantor argentí.
Va iniciar la seva carrera com a actor i cantant de tornades de tangos als quinze anys i posteriorment va formar el «Trio París» al costat d'Emilio Castaing i Martín Podestá. En els anys 1930 va fer duo amb un cantaire amic fins a la mort d'aquest anys després, a més d'estudiar taquigrafia. En 1937 va ser contractat per a interpretar el tango Tiempos viejos a la pel·lícula Los muchachos de antes no usaban gomina i entre 1938 i 1939 va participar en Madreselva, La vida es un tango, Gente bien, El astro del tango i La vida de Carlos Gardel.
En 1945 va estrenar al costat de Libertad Lamarque La cabalgata del circo, que va comptar amb la participació de la futura primera dama Eva Duarte. A l'any següent va viatjar a Mèxic, on va romandre fins a fins de la dècada dels quaranta i va interpretar nombrosos tangos com ara Compadrón y Che, papusa, oí.A la seva tornad va filmar Pobre mi madre querida, al costat d'Emma Gramatica i Aída Luz, i Historia del 900 amb Sabina Olmos. A més, va gravar la Marcha Peronista.
El 1950 va protagonitzar El último payador i en 1952 va rodar una de les seves pel·lícules més famoses, Las aguas bajan turbias, en la qual va actuar i va dirigir amb un guió basat en la novel·la de Alfredo Varela. A més va actuar a Vida nocturna i va dirigir La Quintrala, doña Catalina de los Ríos y Lisperguer (1955). Aquesta última va durar poc en cartellera perquè l'actor va ser detingut en esclatar la Revolució Alliberadora i prohibir-se totes les seves pel·lícules. En 1956 mentre filmava Más allá del olvido va ser detingut una vegada més.
Va ser un dels fundadors de l'entitat Directores Argentinos Cinematográficos el 1958. El 1962 va protagonitzar al costat de Tita Merello Amorina i Esta tierra es mía i el 1963 va gravar La calesita, La sentencia i Buenas noches, Buenos Aires, el primer musical en color argentí. El 1975 va dirigir la seva última pel·lícula Yo maté a Facundo, ja que després va assumir el poder un nou govern militar i del Carril va ser novament prohibit. Al gener de 1986 va ser nomenat Ciutadà il·lustre de la Ciutat de Buenos Aires.
Al gener de 1988 l'actor va sofrir un infart de miocardi, del qual es va recuperar, i al setembre d'aquest mateix any va ser homenatjat en el Luna Park. A l'agost de l'any següent del Carril va morir a causa de problemes cardíacs. Va ser vetllat en el Palacio de la Legislatura de la Ciutat de Buenos Aires i les seves restes soterrades en el cementiri d'Olivos, al costat dels de la seva esposa Violeta Curtois que havia mort en 1986.

## Biografia

### Primers anys
Hugo del Carril va néixer el 30 de novembre de 1912 al barri de Flores, Buenos Aires, en una casa situada en San Pedrito 256. EEra el quart fill de Orsolina Bertani, nascuda en Reggio Emilia, i de l'arquitecte Ugo Fontana, nascut en Milà. Els seus pares es van separar i del Carril es va criar amb els seus padrins francesos Alina i Francisco Faure, amb els qui es va mudar a França, tornant a Buenos Aires als setze anys. Sobre els seus pares, del Carril va dir més endavant:
| « | «Jo vaig ser abandonat pels meus pares quan tenia dos anys i mai els vaig perdonar […] Però després quan els meus pares van estar malament els vaig cuidar fins que van morir. Això sí, mai vaig anar a visitar la seva tomba perquè mai els vaig perdonar». | » |

Va començar a cantar des de molt jove en presentacions per als veïns del barri i va cursar els seus estudis secundaris al Colegio Nacional Mariano Moreno, del qual va ser expulsat per falta d'assistència. Del Carril era net del sociòleg i creador de la revista La Pluma Orsini Bertani, que es trobava exiliat a l'Uruguai per la seva militància anarquista.
En 1927, mentre treballava en una fàbrica de sabó i en una cristalleria, va realitzar una de les seves primeres presentacions amb els Germans Leguizamón sota el nom de Pierrot. A l'edat de setze anys li van prendre una prova radial en Radio Bernotti, en la qual posteriorment es va exercir com a cantor i locutor sota el pseudònim d’Oro Cáceres. a utilitzar diversos pseudònims, entre ells Hugo Font, Alejo Pacheco Ramos, Hugo Caures, Hugo Riobo i Carlos Cáceres. Amb aquest últim va formar part en 1933 d'un trio al costat d'Emilio Castaing i Martín Podestá. El trio després es denominaria Trio París.
Després de separar-se del trio, va formar un duo amb un cantaire amic, qui li va suggerir el pseudònim definitiu d'Hugo del Carril. El duo, que va cantar en Radio Nacional, va acabar en 1934 quan el seu amic va morir. Del Carril es va exercir després com a vocalista a Radio La Nación i com a part de l'agrupació Edgardo Donato y sus Muchachos. Paral·lelament va assistir a una escola nocturna per a estudiar taquigrafia i va exercir després com a primer taquígraf en el Congrés de la Nació. En 1935 va començar a estudiar cant amb la professora Elvira Colonnesse i va prosseguir en això durant set anys. Aquest mateix any va arribar a Radio del Pueblo com estribillista d'orquestres i solista amb un primer contracte de 180 pesos mensuals i en 1936 va debutar en Radio El Mundo, on va conèixer a Tito Ribero, que després va ser el seu col·laborador musical permanent.

### Incursió en el cinema i consagració

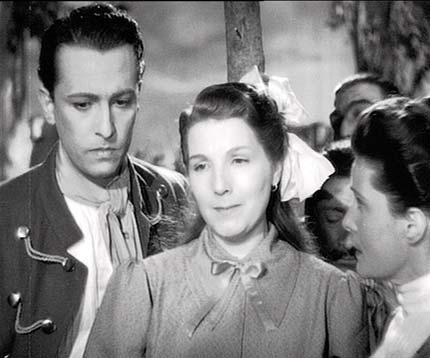
Hugo del Carril i Libertad Lamarque a La cabalgata del circo (1945).

A pesar que a del Carril, segons el seu fill, «no li entusiasmava molt ser actor» va incursionar al cinema en 1937 amb el tango Tiempos vieljos a la pel·lícula de Manuel Romero Los muchachos de antes no usaban gomina. Segons Irene Amuchástegui del Diari Clarín, Lumiton «va apostar fort» pel jove cantaire per a «imposar un successor de [Carlos] Gardel». El segell cinematogràfic el va contractar per a filmar tres pel·lícules; La vuelta de Rocha al costat d'Amanda Ledesma, Tres anclados en París, amb Florencio Parravicini i Tito Lusiardo, i Madreselva, amb Libertad Lamarque.
En 1939 va ser la parella de Sabina Olmos en la pel·lícula musical La vida es un tango, protagonitzada també per Parravicini i Lusiardo Aquell mateix any va participar en Gente bien i va interpretar a Gardel en la reeixida pel·lícula biogràfica La vida de Carlos Gardel, que va portar a una «comparació immediata» amb el cantor de tangos, mort quatre anys abans. Segons Sergio Wolf, del Carril va ser format com «una estampa dura però menys artificial que la del Gardel cinematogràfic, més tràgica i sentimental». Entre altres títols primerencs es troben El astro del tango un cop més al costat d’Amanda Ledesma, Confesión (1940), La canción de los barrios, En la luz de una estrella i Cuando canta el corazón (1941). Por esos años, ya cobraba cincuenta mil pesos por película.
El 1943 va protagonitzar amb Aída Luz La piel de zapa i va actuar una vegada més amb Sabina Olmos a Pasión imposible. Va estrenar a l'any següent la comèdia Los dos rivales, al costat de Luis Sandrini, i el 1945 protagonitza La cabalgata del circo, novament amb Libertad Lamarque i amb la participació de María Eva Duarte. Referent al seu treball amb la futura primera dama l'actor va dir «Amb ella parlàvem de moltes coses, però especialment de les necessitats de la gent humil. Ella se sentia predisposada a aquesta gent pel seu origen que mai va negar».
El 1945 i 1946 va protagonitzar al costat de Gloria Marín les dues pel·lícules mexicanes La noche y tú i El socio (estrenada a Argentina com Canción desesperada). A més va actuar al teatre i va gravar Compadrón, Che, papusa, oí i Pobre mi madre querida, ttango de la pel·lícula homònima que després filmaria a l'Argentina durant 1948 al costat de Emma Gramatica i Aída Luz. Durante su estadía en México salió un rumor que decía que el actor había muerto en un accidente de tránsito, lo cual del Carril se encargó personalmente de desmentir. EDurant el seu sojorn en Mèxic va sortir un rumor que deia que l'actor havia mort en un accident de trànsit, la qual cosa del Carril es va encarregar personalment de desmentir. En 1949 va fer el seu debut com a guionista i director amb la pel·lícula Història del 900, en la qual el seu personatge va tornar a formar parella amb Sabina Olmos. La pel·lícula va ser criticada fins i tot abans de filmar-se amb comentaris negatius per la incursió d'un actor en la direcció de cinema.
Originalment radical, Hugo del Carril va fer costat ferventment al peronisme, al·legant «Els somnis del meu pare i del meu avi, els va cristal·litzar Perón. Llavors: com puc deixar de ser peronista?». En 1949 va interpretar Versos de un payador a la señora Eva Perón i Versos de un payador al General Juan Perón d'Homero Manzi. A més, va gravar Los muchachos peronistas (també coneguda com La Marcha Peronista), sobre la qual cosa va expressar «La vaig gravar per convicció i per comanda expressa del general Perón, fins i tot sabent que seria més recordat per la marxa que pels tangos que he gravat».

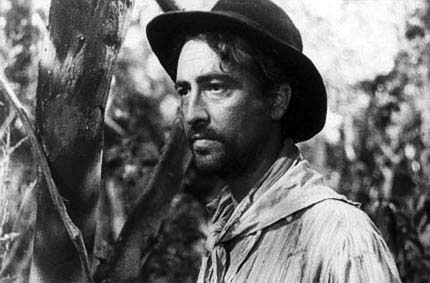
Hugo del Carril a Las aguas bajan turbias (1952).

El 1950 va protagonitzar El último payador, una pel·lícula biogràfica sobre el payador José Betinotti. El 1952 va dirigir i protagonitzar Las aguas bajan turbias,que tractava sobre l'explotació laboral i estava basada en la novel·la El río oscuro, del militant comunista Alfredo Varela. En trobar-se Varela pres, del Carril va intercedir amb Perón. Sobre aquest tema va dir «‘Per què està pres?’, em va preguntar Perón i li vaig contestar: ‘Per orinar enfront de l'ambaixada nord-americana’. Ell va riure i em va dir: ‘Bé, al final som tots una mica comunistes, si el que busquem és la justícia social’. Varela va ser alliberat immediatament». La pel·lícula va ser un gran èxit popular i es va estrenar als Estats Units i en Europa, però va ser prohibida pel sotssecretari de Difusió i Premsa Raúl Apold, amb qui estava enfrontat per la negativa de Carril a cantar en un acte. Apold a més va acusar del Carril de cantar a Uruguai el dia de la mort d'Eva Perón i Artistas Argentinos Associados va acabar els seus contractes amb l'actor. Del Carril també es va inspirar en Prisioneros de la tierra de Mario Soffici, que va definir com la seva «guia artística». El film va ser ben rebut per la crítica i va rebre nombrosos premis en festivals de cinema. El crític de cinema David Oubiña va dir sobre la pel·lícula «El cinema de Del Carril, de marcada preocupació social, constitueix una expressió atípica per a aquesta època dominada pel facilisme […] El gran mèrit de el Carril radica a capitalitzar la denúncia de l'explotació als «yerbatales» de l'Alt Paraná en les primeres dècades del segle, i sense abandonar mai el caràcter d'un cinema popular i de nivell massiu [..] I en un país on aquesta explotació es converteix en signe de la dependència, Las aiguas bajan turbias resulta un film imprescindible». L'any anterior del Carril havia dirigit i actuat en la producció espanyola El negro que tenía el alma blanca, també polèmica i basada en una novel·la d'Alberto Insúa.

### Prohibició i activitat posterior

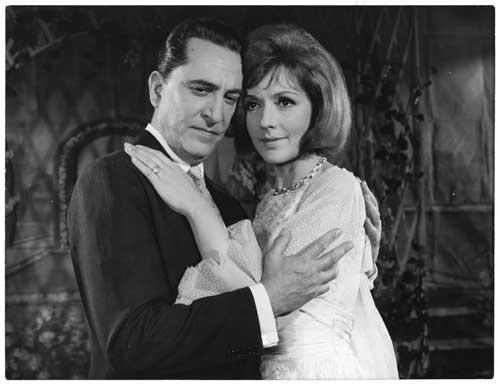
Hugo del Carril i Susana Campos a El día que me quieras.

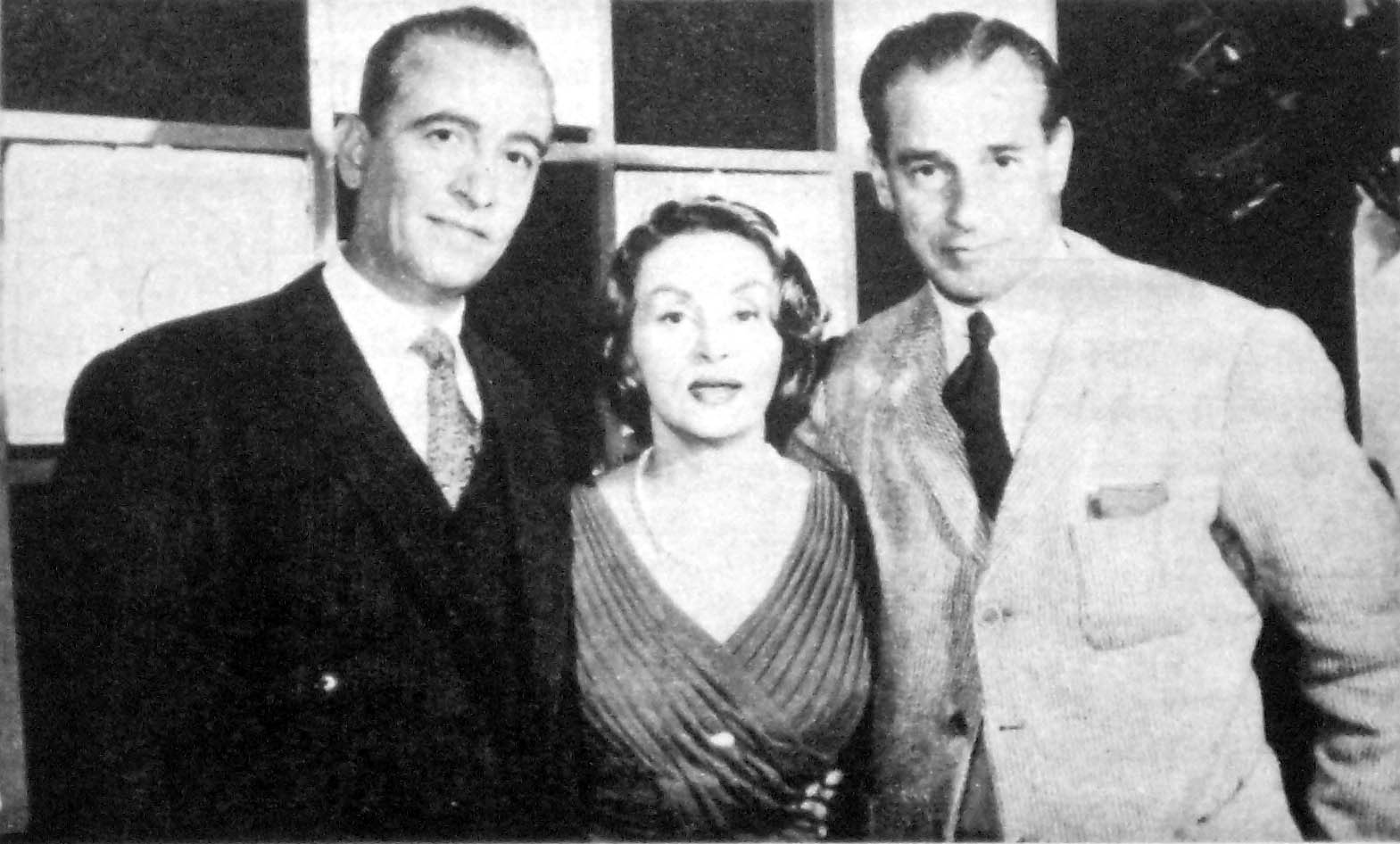
Hugo del Carril, Tita Merello i Ricardo Alfieri el 1972.

El 1955 va estrenar La Quintrala, doña Catalina de los Ríos y Lisperguer, amb un llavors elevat pressupost de quatre milions de pesos. Segons Manuel Adet del diari El Litoral, Las aiguas bajan turbias i aquest film «van ser els seus màxims assoliments estètics» i segons Raúl Manrupe i María Alejandra Portela la pel·lícula és «una obra subvalorada del seu director». No va tenir èxit ja que va ser aixecada dies després de la seva estrena quan la Revolució Alliberadora va enderrocar Perón i va detenir diversos artistes peronistes, entre ells Hugo del Carril. Les seves pel·lícules van ser prohibides i l'actor va estar pres a la Penitencieria Nacional durant quaranta-un dies fins que va ser alliberat per falta de càrrecs. Segons el seu fill, durant el seu temps a la presó va ser maltractat fins al punt que gairebé mor, però així i tot va continuar cantant la marxa peronista. Després de ser alliberat va cantar en parcs de diversions al costat de Tita Merello, que també havia estat prohibida, abans de tornar una vegada més al cinema.
Abans de ser detingut l'actor es trobava filmant al costat de Laura Hidalgo el melodrama Más allá del olvido, que també va dirigir i es trobava basada en la novel·la del belga Georges Rodenbach Bruges-la-morte. Després de recuperar la llibertat i reprendre's el rodatge, va estrenar el film al juliol de 1956. La pel·lícula, considerada per Angel Faretta com «el més gran film argentí mai realitzat», tampoc va tenir èxit ja que va ser detingut una vegada més en la penitencieria nacional, acusat d'haver utilitzat fons estatals per La Quintrala. Va rotagonitzar Vida nocturna, La Tierra del Fuego i La Quintrala, erò la dictadura autodenominada Revolució Llibertadora, que havia enderrocat al govern democràtic en 1955, li va prendre cinquanta-tres sales d'estrena, cosa que va significar un desastre econòmic
En 1957 va dirigir i va protagonitzar al costat de Gilda Lousek Una cita con la vida, on també es va iniciar Graciela Borges. Després de recuperar-se d'un infart que va sofrir en Montevideo en 1958, va dirigir i va protagonitzar en 1960 Culpable i en 1961 el melodrama Amorina i Esta tierra es mía, lque van comptar amb la participació de Tita Merello. L'actriu va dir sobre aquest tema «Ni somiïn que és fàcil treballar amb ell. Hugo és molt exigent. Amb ell cal assajar i assajar, i només quan considera que s'ha aconseguit el punt ideal, es passa a filmar». Aquest mateix any, del Carril va tenir un accident automobilístic en la ruta a Tandil.
El 1963 va estar al començament del programa televisiu Grandes valores del tango. Posteriorment va protagonitzar i dirigir La calesita, La sentencia i Buenas noches, Buenos Aires, el primer musical a color del país, que va comptar amb la participació de Beba Bidart, Néstor Fabián, Virginia Luque, Mariano Mores, Jorge Sobral, Julio Sosa i Aníbal Troilo. Després va protagonitzar El día que me quieras i les dues pel·lícules d'Enrique Carreras Viva la vida i Amalio Reyes, un hombre.
En 1970 va gravar un disc amb la direcció d'Osvaldo Requena, amb alguns matisos de rock i el 1971 va encapçalar Tango Club pel Canal 11. En 1972 va actuar amb Tita Merello en una carpa en Mar del Plata i en 1973 va protagonitzar Siempre fuimos compañeros. Després de la tornada de Juan Domingo Perón al poder li ofereixen la direcció de l' Institut Nacional de Cinematografia però ho va rebutjar i va demanar que designessin a Mario Soffici, romanent ell com a assessor. En 1975 va dirigir la seva última pel·lícula, Yo maté a Facundo, que protagonitzava Federico Luppi i narrava  l'assassinat de Facundo Quiroga. Després del nou cop d'estat que va enderrocar a María Estela Martínez de Perón, va ser novament prohibit.

### Últims anys
En els anys següents del Carril es va recloure i va començar a tenir problemes econòmics i en la seva vista. Va sofrir depressió i en 1982 va dir «Totes les nits, quan em fico al llit, recorro als meus morts. La llista és cada vegada més llarga, però els vaig evocant lentament. Record a cadascun dels meus vells amics i gaudeixo de nou els moments feliços que passi amb ells. Això m'acosta a Déu, i així, a poc a poquet… em quedo adormit».
En els seus últims anys va realitzar alguns recitals. En 1985 va rebre el Premi Konex - Diploma al Mèrit i en 1986 va ser nomenat Ciutadà il·lustre de la Ciutat de Buenos Aires en un acte al Teatro Presidente Alvear. En 1988 va sofrir un infart de miocardi i després de recuperar-se va assistir a un homenatge en el Luna Park. En una entrevista, va expressar «Tot el que vaig fer va ser amb bona intenció. Si les coses em van sortir bé o malament, no ho sé. Però si sé que sempre em lliuro amb ànima i vida al que volia». L'actor va morir poc després, el 13 d'agost de 1989, a l'Institut Cardiovascular de Buenos Aires, per problemes cardíacs. Va ser vetllat al Palacio de la Legislatura de la Ciutat de Buenos Aires i les seves restes soterrades al Cementiri d'Olivos.

### Vida personal
Va ser parella durant deu anys d'Ana María Lynch, a qui va conèixer en el rodatge de Madreselva. Posteriorment va formar parella amb Gilda Lousek i finalment es va casar en 1959 amb Violeta Courtois, a qui va conèixer en la filmació de Culpable. Van tenir quatre fills, Marcela Alejandra (1963), Hugo Miguel (1965), Amorina (1966) i Eva. Courtois va morir en 1986 i posteriorment del Carril va sofrir períodes de depressió.

## Filmografia

### Actor
- Los muchachos de antes no usaban gomina (1937)
- La vuelta de Rocha (1937)
- Madreselva (1938)
- Tres anclados en París (1938)
- Gente bien (1939)
- La vida de Carlos Gardel (1939)
- La vida es un tango (1939)
- Confesión (1940)
- El astro del tango (1940)
- Cuando canta el corazón (1941)
- En la luz de una estrella (1941)
- La canción de los barrios (1941)
- Amor último modelo (1942)
- La novela de un joven pobre (1942)
- La piel de zapa (1943)
- Pasión imposible (1943)
- Los dos rivales (1944)
- La cabalgata del circo (1945)
- El socio (1945) (Mèxic)
- La noche y tú (1946) (Mèxic)
- A media luz (Salón Fru Fru) (1947) (Mèxic)
- Buenos Aires canta (1947)
- La cumparsita (1947)
- Pobre mi madre querida (1948)
- Historia del 900 (1949)
- Surcos de sangre (1950)
- El último payador (1950)
- El negro que tenía el alma blanca (1951)
- Las aguas bajan turbias (1952)
- Vida nocturna (1955)
- Más allá del olvido (1956)
- El último perro (1956)
- Una cita con la vida (1958)
- Las tierras blancas (1959)
- Culpable (1960)
- Buenos días, Buenos Aires (curt - 1960)
- Esta tierra es mía (1961)
- Amorina (1961)
- La calesita (1963)
- Buenas noches, Buenos Aires (1964)
- La sentencia (1964)
- ¡Viva la vida! (1969)
- El día que me quieras (1969)
- Amalio Reyes, un hombre (1970)
- La malavida (1973)
- Siempre fuimos compañeros (1973)
- El canto cuenta su historia (1976)

### Director
- Historia del 900 (1949)
- Surcos de sangre (1950)
- El negro que tenía el alma blanca (1951)
- Las aguas bajan turbias (1952)
- La Quintrala, doña Catalina de los Ríos y Lisperguer (1955)
- Más allá del olvido (1956)
- Una cita con la vida (1958)
- Las tierras blancas (1959)
- Culpable (1960)
- Amorina (1961)
- Esta tierra es mía (1961)
- La calesita (1963)
- La sentencia (1964)
- Buenas noches, Buenos Aires (1964)
- Yo maté a Facundo (1975)

### Productor
- Historia del 900 (1949)
- Surcos de sangre (1950)
- El negro que tenía el alma blanca (1951)
- Las aguas bajan turbias (1952)
- La Quintrala, doña Catalina de los Ríos y Lisperguer (1955)
- Más allá del olvido (1956)
- Una cita con la vida (1958)
- Las tierras blancas (1959)
- Culpable (1960)
- La calesita (1963)
- La sentencia (1964)
- Buenas noches, Buenos Aires (1964)

### Guionista
- Historia del 900 (1949)
- Yo maté a Facundo (1975)